# Огата Кэндзан
Огата Кэндзан (яп. 尾形 乾山, 1663—1743); имя при рождении — Огата Синсэй (яп. 尾形 深省) — японский художник и керамист периода Эдо, брат художника Огаты Корина. При жизни Огата Кэндзан использовал несколько псевдонимов — Сисуи, Кэндзан, Тоин, Сёкосай, Сюсэйдо и Синсё.

## Биография
Огата Кэндзан родился в Киото в семье богатого купца. Его старшим братом был художник Огата Корин (1658—1716), ставший одним из мастеров школы живописи Римпа. Семья находилась под покровительством супруги Токугавы Хидэтады Адзаи Го их дочери Масако, ставшей второй супругой Императора Го-Мидзуноо. Семейство вращалось в среде искусства в течение нескольких поколений и имело родственные связи с семьями известных художников и керамистов Хонами и Раку.
C 27 лет Огата Кэндзан обучался керамике у мастера Нинсэя и впоследствии создал свою мастерскую в Нарутаки. Именно тогда, в честь места на северо-западе Киото он взял себе имя Кэндзан. Испытывая финансовые трудности, в 1712 году он переехал в Нидзё, где получил покровительство от представителя знати. В 1731 году он оставил мастерскую на попечение своего приёмного сына Инати, который успешно продолжил производство отца, и переехал в город Эдо, где провёл остаток жизни.

## Творчество
Огата Кэндзан работал с керамикой по технологии раку, токи и дзики (фарфор). За 40 лет работы он создал свой собственный стиль в керамике. В качестве рисунков на его работах появлялись декоративные травы, цветы и птицы, образы из стихотворений — по большей части классические мотивы живописи Китая и Японии. В начале своего творческого пути, в Нарутаки, он часто делал квадратные блюда, напоминающие по формату и плоскости свитки, на которых работали живописцы, а также шкатулки с крышкой, расписанные как снаружи, так и внутри. Огата Кэндзан не украшал керамическое изделие рисунком, но делал картину в форме керамики, что диаметрально переворачивает способ мышления керамиста и взгляд на производство керамики. Монохромные керамические изделия Кэндзана, часто с каллиграфией или поэтическими строками, напоминали китайскую живопись гохуа.
С 1712 года после отъезда из Нарутаки Огата Кэндзан стал изготавливать больше изделий, предназначенных для приёмов пищи, в частности, для кайсэки и чайной церемонии. Это связано с тем, что керамика из искусства переходила в массовое производство, и необходимо было производить то, что пользовалось спросом. Тогда он упростил дизайн изделий в пользу количества производимых изделий. Керамику Кэндзана в этот период отличал нестандартный подход к посуде и яркие рисунки. В то время при создании изображений на керамических изделиях он часто сотрудничал со своим старшим братом Огатой Корином.
Помимо керамики Огата Кэндзан занимался и живописью. Большую часть своих живописных работ он создал в течение последних пяти лет своей жизни.